# Donn F. Eisele
Donn Fulton Eisele (23 tháng 6 năm 1930 – 1 tháng 12 năm 1987) (Đại tá USAF) là cố sĩ quan Không quân Hoa Kỳ, phi công thử nghiệm, và về sau là phi hành gia NASA. Ông từng phục vụ dưới tư cách phi công mô-đun chỉ huy cho sứ mệnh Apollo 7 vào năm 1968. Sau khi giải nghệ ở cả NASA và Không quân vào năm 1972, ông đã trở thành giám đốc quốc gia (country director) của Đoàn Hòa bình ở Thái Lan trước khi chuyển sang kinh doanh tư nhân.

## Tiểu sử

### Đầu đời và giáo dục
Eisele chào đời ngày 23 tháng 6 năm 1930 tại Columbus, Ohio, có bố là Herman Eugene Eisele (1899–1964) và mẹ là Lee Ila June Eisele (nhũ danh Davisson; 1900–1964). Ông tốt nghiệp trường Trung học phổ thông West vào năm 1948. Eisele là một thành viên tích cực của Hội Nam Hướng đạo Mỹ và đã đạt được cấp bậc Hướng đạo Đại bàng. Ông nhận bằng Cử nhân Khoa học của Học viện Hải quân Hoa Kỳ ở Annapolis, Maryland vào năm 1952 và chọn phục vụ trong Không quân Hoa Kỳ. Eisele nhận bằng Thạc sĩ Khoa học về Du hành vũ trụ của Viện Công nghệ Không quân Hoa Kỳ (AFIT), Căn cứ không quân Wright–Patterson, vào năm 1960.

### Kinh nghiệm bay
Sau khi nhập ngũ, Eisele được cử đi huấn luyện bay. Ông tham gia huấn luyện tại Căn cứ Không quân Goodfellow, Texas, Căn cứ Không quân Williams, Arizona và Căn cứ Không quân Tyndall, Florida. Sau khi nhận đôi cánh phi công (pilot wings) vào năm 1954, Eisele đã phục vụ bốn năm với tư cách là phi công đánh chặn ở South Dakota và Libya cho đến năm 1958. Ông theo học và tốt nghiệp Trường Phi công Thử nghiệm Thực nghiệm của Không quân Hoa Kỳ (Lớp 62A) tại Căn cứ Không quân Edwards, California năm 1962; bạn cùng lớp của ông gồm Charles Bassett và Theodore Freeman. Eisele là kỹ sư dự án và phi công thử nghiệm thực nghiệm tại Air Force Special Weapons Center thuộc Căn cứ Không quân Kirtland, New Mexico. Ông đã thực hiện nhiều chuyến bay thử nghiệm để hỗ trợ các chương trình phát triển vũ khí đặc biệt. Eisele đã tích lũy hơn 4.200 giờ bay, trong đó có 3.600 giờ trên máy bay phản lực.

### Sự nghiệp NASA

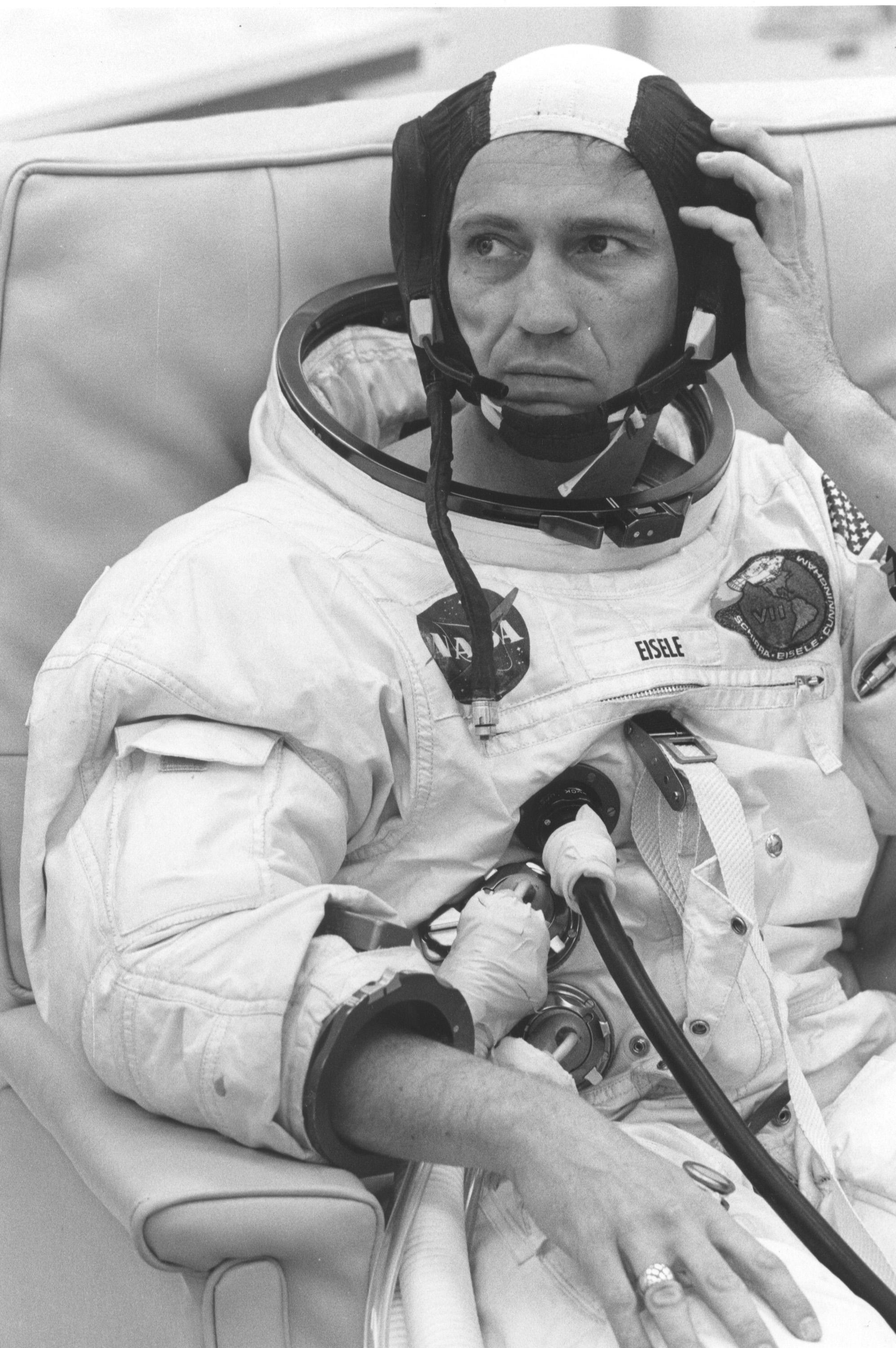
Eisele trước khi phóng Apollo 7

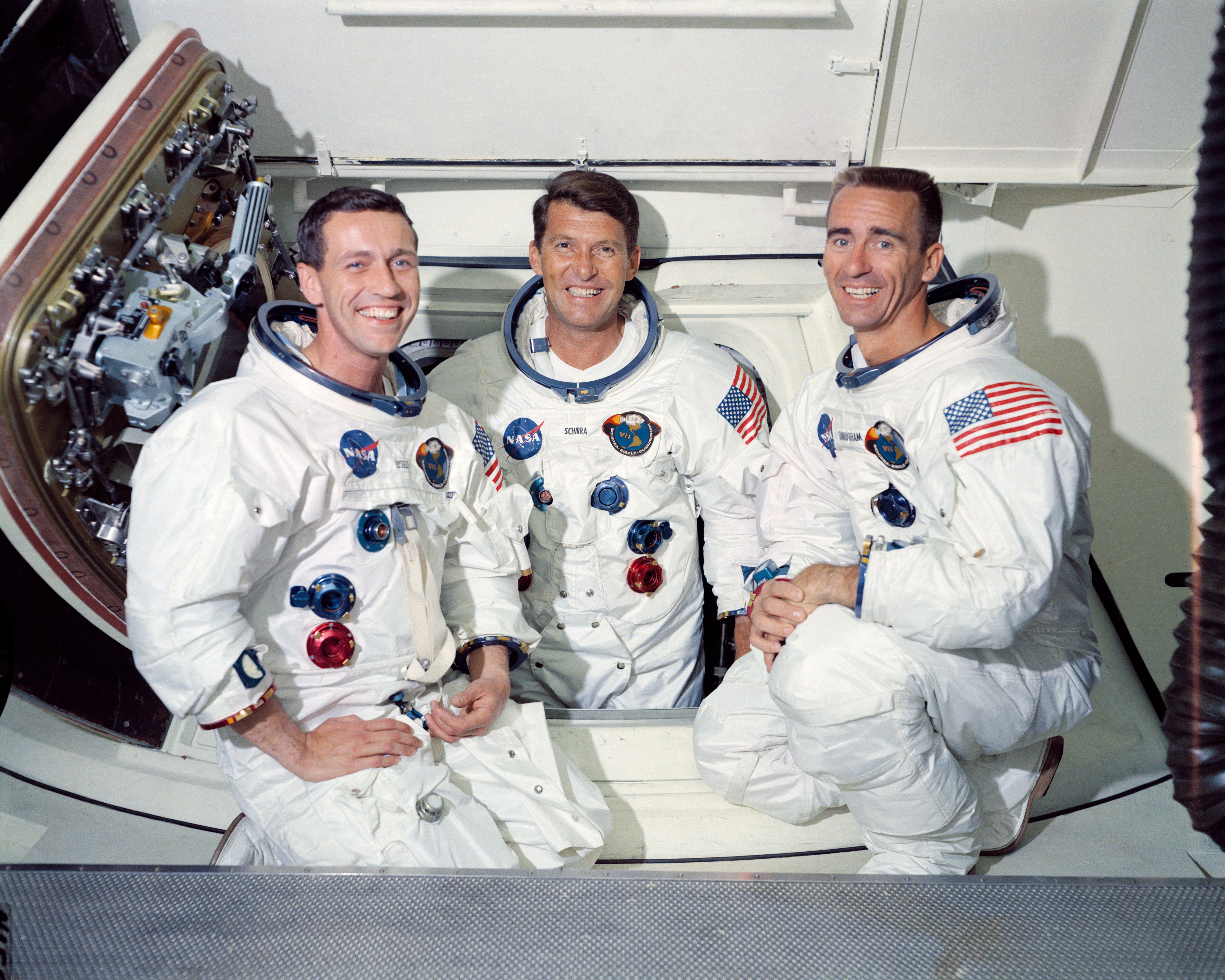
Phi hành đoàn Apollo 7: Eisele (trái), Wally Schirra (giữa) và Walter Cunningham

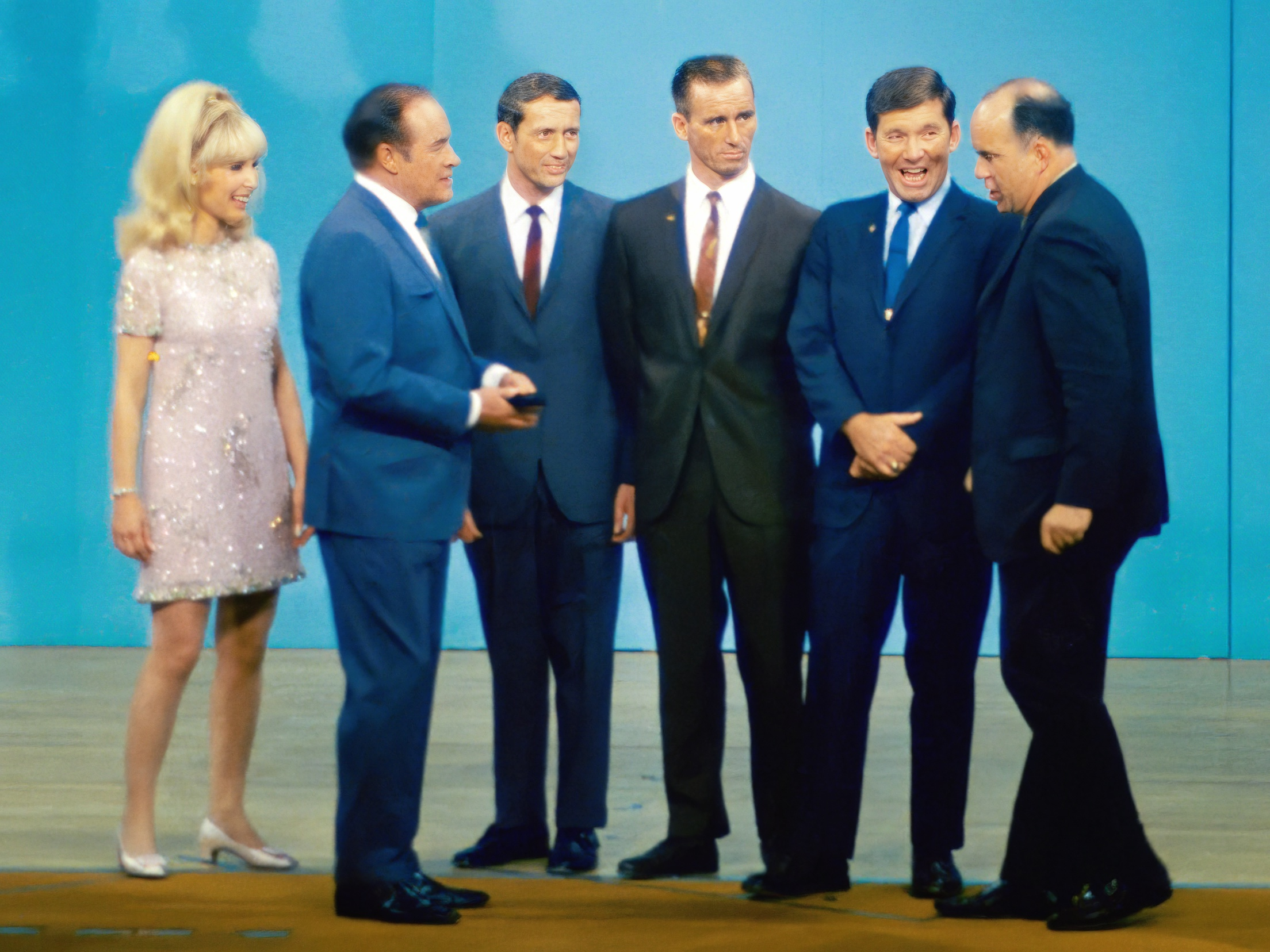
Barbara Eden, Bob Hope, các phi hành gia Apollo 7 và Paul Haney (tiếng nói của Kiểm soát Sứ mệnh) trên chương trình The Bob Hope Show (6 tháng 11 năm 1968)

Tháng 10 năm 1963, Eisele được chọn vào nhóm phi hành gia thứ ba của NASA. Đầu năm 1966, NASA chỉ định Eisele làm phi công cho phi hành đoàn Apollo 1 cùng với Phi công Chỉ huy Virgil I. "Gus" Grissom và Phi công Cao cấp Ed White. Tuy nhiên, do bị trật khớp vai hai lần trong quá trình huấn luyện vào tháng 1 năm 1966, Eisele đã được thay thế bởi Roger B. Chaffee. Sau cuộc phẫu thuật chỉnh sửa vào ngày 27 tháng 1, Eisele được bổ nhiệm vào phi hành đoàn của chuyến bay Apollo có người lái thứ hai cùng với Phi công Chỉ huy Walter "Wally" Schirra và Phi công Walter Cunningham. Lúc này, Eisele đã được thăng chức lên vị trí Phi công Cao cấp.
Tháng 12 năm 1966, Apollo 2 bị hủy bỏ với lý do đây sẽ là sự lặp lại không cần thiết của nhiệm vụ Apollo 1, và Schirra, Eisele cùng Cunningham trở thành dự bị cho phi hành đoàn của Grissom. Tuy nhiên, sau khi Grissom, White và Chaffee thiệt mạng trong vụ cháy tàu vũ trụ Apollo 1 vào ngày 27 tháng 1 năm 1967, Schirra, Eisele và Cunningham đã được chỉ định thực hiện sứ mệnh Apollo có người lái đầu tiên. Về sau sứ mệnh được biết đến với tên gọi Apollo 7.
Khi ngày phóng đến gần, sự tham gia của Eisele có nguy cơ bị ảnh hưởng; ông đã ngoại tình với một người phụ nữ, người sau này trở thành vợ thứ hai của ông. Chánh Văn phòng Phi hành gia Deke Slayton đã cảnh báo phi hành đoàn rằng tất cả họ đều "có thể bị đuổi" và những chuyện ngoài hôn nhân không nên được công khai ra ngoài.
Eisele vẫn ở lại trong phi hành đoàn, và vào ngày 11 tháng 10 năm 1968, Apollo 7 được phóng trong một sứ mệnh kéo dài 11 ngày; đây là chuyến bay thử nghiệm đầu tiên có phi hành đoàn của tàu vũ trụ thế hệ thứ ba của Hoa Kỳ. Vào thời điểm này, chức danh Phi công Cao cấp đã được đổi thành Phi công Mô-đun Chỉ huy. Cùng với chỉ huy tàu vũ trụ Schirra và Phi công Mô-đun Mặt Trăng Cunningham, Eisele đã thực hiện các thao tác chuyển vị trí và ghép nối mô phỏng với tầng trên của phương tiện phóng Saturn IB cũng như đóng vai trò là hoa tiêu, quan sát sao và căn chỉnh hệ thống dẫn đường và điều hướng của tàu vũ trụ. Phi hành đoàn đã thành công hoàn thành tám lần thao tác khởi động thử nghiệm động cơ đẩy của mô-đun dịch vụ. Họ cũng kiểm tra hiệu suất của tất cả các hệ thống tàu vũ trụ và phát sóng buổi truyền hình trực tiếp đầu tiên về các hoạt động của phi hành đoàn.
Apollo 7 được đặt trong quỹ đạo địa tâm với viễn điểm 153,5 hải lý (284,3 km; 176,6 mi) và cận điểm 122,6 hải lý (227,1 km; 141,1 mi). Chuyến bay thử nghiệm kéo dài 260 giờ đã kết thúc thành công vào ngày 22 tháng 10 năm 1968 với cú hạ cánh xuống Đại Tây Dương, cách tàu sân bay USS Essex 8 dặm (13 km; 13.000 m) và chỉ cách mục tiêu dự tính 0,3 dặm (0,48 km; 480 m). Eisele đã ghi nhận 260 giờ trong không gian.
Eisele từng là Phi công Mô-đun Chỉ huy dự phòng cho chuyến bay Apollo 10 năm 1969. Ông từ chức tại Văn phòng Phi hành gia vào năm 1970 và trở thành trợ lý kỹ thuật cho chuyến bay vũ trụ có phi hành đoàn tại Trung tâm Nghiên cứu Langley của NASA, một vị trí mà ông đã đảm nhiệm cho đến khi nghỉ hưu ở cả NASA và Không quân vào năm 1972.

### Sự nghiệp hậu NASA
Tháng 7 năm 1972, Eisele trở thành Giám đốc Quốc gia của Đoàn Hòa bình Hoa Kỳ tại Thái Lan. Trở về từ Thái Lan hai năm sau, ông làm Giám đốc Bán hàng cho Marion Power Shovel, một bộ phận của Dresser Industries. Eisele sau đó xử lý các tài khoản cá nhân và doanh nghiệp cho công ty đầu tư Oppenheimer & Company.
Năm 1980, Eisele chuyển đến Wilton Manors, Florida. Năm 1981, Eisele được bổ nhiệm vào một ghế trống trong Ủy ban Thành phố Wilton Manors và phục vụ ở văn phòng chính trị tại đó trong khoảng một năm. Sau khi Eisele qua đời, thành phố Wilton Manors đã đặt tên một công viên là Donn Eisele để tưởng nhớ ông.
Eisele là hướng dẫn viên trong các chuyến bay Concorde Comet Chase năm 1986, khởi hành từ Miami và thành phố New York.

### Qua đời

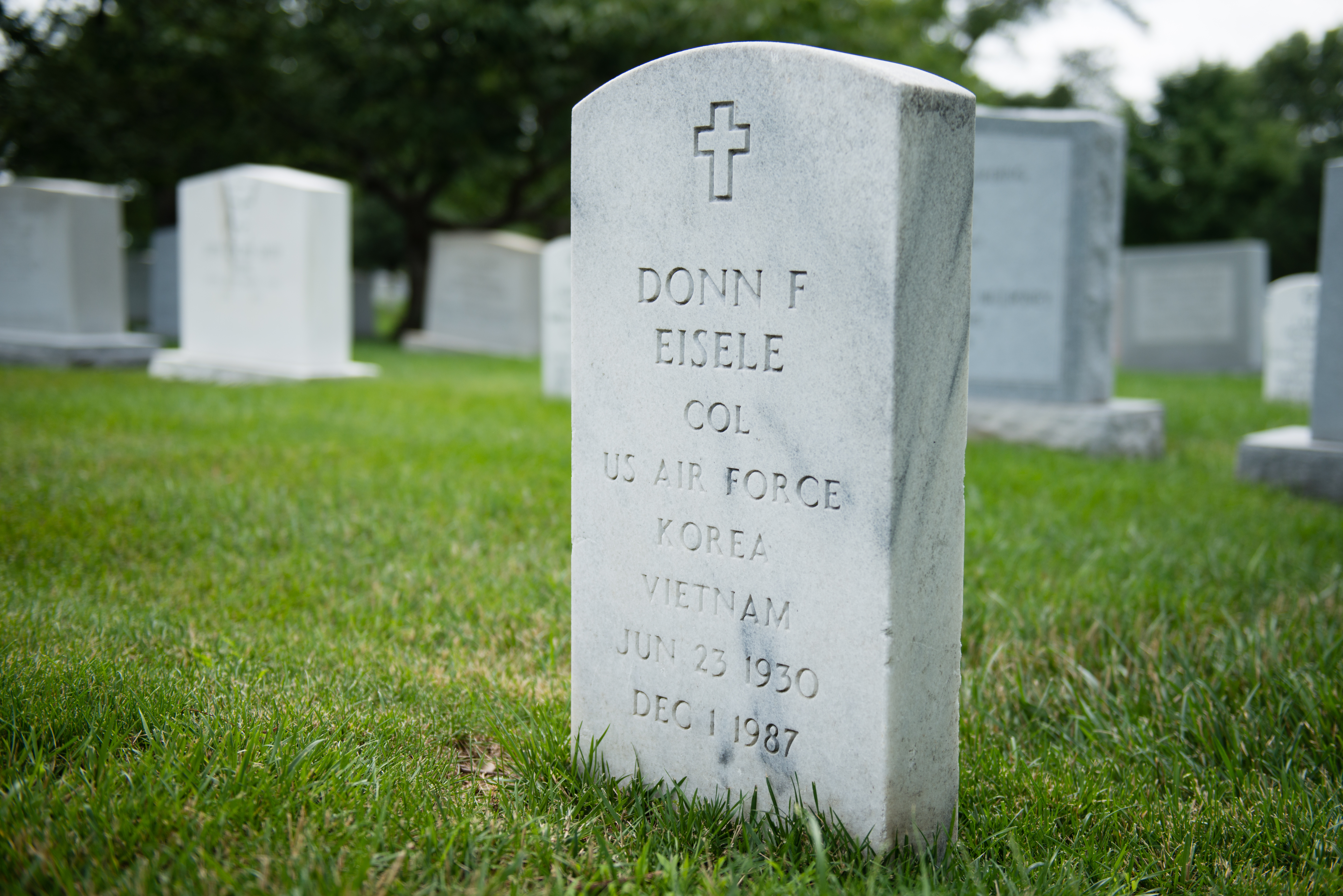
Phần mộ của Donn Eisele tại Nghĩa trang quốc gia Arlington

Năm 1987, Eisele qua đời do đau tim trong khi đang đi công tác tới Tokyo, Nhật Bản, nơi ông sẽ tham dự lễ khai trương Trại Không gian (Space Camp) mới theo mô hình của trại ở Trung tâm Tên lửa và Vũ trụ Hoa Kỳ tại Huntsville, Alabama. Người ta hỏa táng Eisele tại Nhật Bản và tro của ông được chôn cất tại Nghĩa trang Quốc gia Arlington với đầy đủ danh hiệu quân nhân.

## Các tổ chức
Eisele là một Hướng đạo Đại bàng, thành viên của Tau Beta Pi và Hội Tam Điểm, thuộc về chi nhánh Luther B. Turner Lodge # 732 ở Columbus, Ohio.

## Giải thưởng và danh hiệu
Trong số những danh hiệu mà ông nhận được xuyên suốt sự nghiệp có Huân chương Thành tích Đặc biệt (Exceptional Service Medal) của NASA, Đôi cánh Phi hành gia Phi công Cao cấp của Không quân (Air Force Senior Pilot Astronaut Wings), và Thập tự Bay Xuất sắc của Không quân (Air Force Distinguished Flying Cross). Ông là người đồng nhận giải AIAA Haley Astronautics Award 1969 và được trao giải Special Trustees Award của Viện Hàn lâm Khoa học và Nghệ thuật Truyền hình Quốc gia vào năm 1969.
Eisele là một trong số các phi hành gia Apollo được giới thiệu vào Đại sảnh Danh vọng Không gian Quốc tế năm 1983. Ông cũng là một trong 24 phi hành gia Apollo được giới thiệu vào Đại sảnh Danh vọng Phi hành gia Hoa Kỳ năm 1997. Năm 2008, NASA truy tặng Eisele Huân chương Thành tích Xuất sắc (Distinguished Service Medal) cho sứ mệnh Apollo 7.

## Di sản
Được sự chấp thuận từ gia đình Eisele, một câu chuyện về cuộc đời của ông đã xuất hiện trong tác phẩm năm 2007 In the Shadow of the Moon. Năm 2017, một cuốn hồi ký được phát hiện sau khi Eisele qua đời với tên gọi Apollo Pilot đã được Nhà xuất bản Đại học Nebraska phát hành.
Trong phim truyền hình ngắn tập From the Earth to the Moon của HBO năm 1998, Eisele được thể hiện bởi John Mese. Trong ba tập cuối của bộ phim truyền hình ABC năm 2015 The Astronaut Wives Club, Ryan Doom đảm nhận vai Eisele.
Susan Eisele Black đã thay mặt người chồng quá cố của bà tặng một mẫu đá Mặt Trăng cho thư viện Broward County Main Library vào ngày 23 tháng 10 năm 2007. Broward County Library, tọa lạc tại Fort Lauderdale, Florida, là thư viện duy nhất ở Hoa Kỳ trưng bày đá Mặt Trăng. Mẫu đá Mặt Trăng quý giá này thường được mang ra triển lãm tại các bảo tàng khoa học và trường học.